# Epeorus sylvicola
Epeorus sylvicola es una especie de efímera del género Epeorus, familia, Heptageniidae. Fue descrita por Pictet en 1865.
Se mantiene activa durante casi todos los meses del año, siendo abril, mayo y julio donde presenta mayor actividad.

## Distribución y hábitat
Se distribuye por Europa: España, Francia, Bulgaria, Serbia, Austria, Alemania y Rumania. Las larvas suelen habitar en aguas de corriente rápida y tienen placas branquiales rígidas.